# Batalla de Malešov
En la batalla de Malešov (en alemán Maleschau), librada el 7 de junio de 1424 en el marco de las guerras husitas, los husitas radicales, llamados taboritas, vencieron, al mando de Jan Zizka, a un ejército compuesto por husitas moderados (o utraquistas) de Praga y la nobleza católica.
Pese a que las fuerzas de Zizka estaban en inferioridad numérica, consiguieron la victoria por haber sabido aprovechar las ventajas que ofrecía el terreno. Zizka, apoyado por un contingente de orebitas, supo atraer al enemigo a un lugar favorable y colocó a sus tropas por encima del camino que iban a tomar. Al contrario de lo que había hecho en otras muchas batallas, Zizka no se lanzó al ataque en Malešov desde un Wagenburg, sino desde posiciones abiertas. En el centro se hallaban varios carros con lastre y a los lados carros de guerra armados con cañones (posiblemente unos 300) y protegidos por unos 700 infantes. Los flancos estaban ocupados por unos 500 soldados de caballería.
Zizka esperó hasta que la mitad de los enemigos hubiera tomado posiciones y entonces dio la orden de que los carros con lastre fueran empujados cuesta abajo hacia el centro de los contrarios. El ataque por sorpresa fue acompañado por el cañoneo y el avance de la infantería, todo lo cual causó un gran desbarajuste. Las tropas de Praga perdieron 1200 hombres, mientras que las de Zizka tuvieron 200 bajas. Según otras fuentes, fue la caballería la que dio el golpe decisivo al salir detrás de los carros.